# Obchod s chudobou
Obchod či byznys s chudobou jsou nečestné podnikatelské aktivity směřující k vydělávání peněz na chudobě lidí.

## V Česku
V Česku se na začátku 21. století stalo dobrým a výnosným byznysem zneužívání sociálních dávek majiteli ubytoven. Doplatek na bydlení, který je dávkou pomoci v hmotné nouzi, stát proplácel bez řečí, přitom nájmy byly vysoké, nepřiměřené stavu objektu ani situaci nájemníků. Po několika letech této hojné praxe to zarazila až novela zákona o pomoci v hmotné nouzi, která vešla v platnost v květnu 2015. Ubytovnám nastavil alespoň základní hygienické a kvalitativní standardy a nájemné stáhl na místně obvyklou úroveň. Dávky se začaly vyplácet na místnost, nikoliv na jednotlivce. Skončila tak praxe, kdy byla například v malém pokoji i bez sociálního zařízení umístěna početná rodina, jejíž každý člen platil předražené nájemné.
Na rozdíl od doplatku na bydlení zůstala ale jiná dávka, dávka státní sociální podpory, tzv. příspěvek na bydlení, dostupnější a stále vyplácený na jednotlivce. Někteří podnikatelé se tak přeorientovali a začali využívat právě jej. Stěhují tak chudé z ubytoven do bytů, kde jej mohou využít. Státní správou zatím nebyl nalezen způsob, jak tyto dávky také omezit a vyplácet je stejně jako v druhém případě na místnost místo na jednotlivce. Pro byty totiž na rozdíl od ubytoven neexistují hygienické normy[zdroj?]. Pro podnikatele to otvírá možnost legálně ubytovávat v malých bytech s nízkým standardem v málo poptávaných lokalitách za nájemné odpovídající cenám kvalitních bytů v prestižních lokalitách.

## Bezdoplatkové zóny
Jedním ze způsobů, jak umožnit bránit praxi zneužívání doplatku na bydlení, měl být institut tzv. bezdoplatkové zóny (oblast se zvýšeným výskytem sociálně nežádoucích jevů). Města je mohou vyhlásit v lokalitách, které splňují parametry považované za indikátory výskytu tzv. sociálně nežádoucích jevů – jako je zvýšená kriminalita, zadlužení atp. V takto určených zónách pak noví nájemníci nemají možnost doplatek na bydlení získat, což má v teorii vést k tomu, že extrahování státních financí prostřednictvím pronájmu nemovitostí lidem v těžké životní situaci nebude již tak ekonomicky lákavé. Očekávalo se, že dojde k omezení vytváření vyloučených lokalit, kde se již nebudou sociálně vyloučení lidé koncentrovat. Některá města se tento institut rozhodla využít a několik měst dokonce vyhlásilo za bezdoplatkovou zónu celé své území (například Ústí nad Labem a Trmice). Vyhlašování bezdoplatkových zón na větším území se stalo terčem kritiky části odborníků, kteří poukazovali na jeho represivní charakter, který nijak nepřispívá ke zlepšení situace lidí, kteří jsou zneužíváni k získání financí z doplatku. K roku 2019 byla v přípravě žaloba skupiny senátorů k Ústavnímu soudu, která toto využití bezdoplatkových zón napadala coby údajně protiústavní. V roce 2021 Ústavní soud související část zákona zrušil.

## Veřejné osobnosti označené za „obchodníky s chudobou“
V létě 2018 byl v médiích za „obchodníka s chudobou“ označen člen jihočeské ODS a asistent europoslance a předsedy TOP 09 Jiřího Pospíšila Jan Zedník, který spolu s obchodními partnery skupoval a pronajímal byty mj. ve vyloučených lokalitách v Severních Čechách. Zedník se pokusil hájit tím, že v jeho konkrétním případě se jednalo o běžnou investici a ne o obchod s chudobou, což dokládal tím, že v pronajímaných bytech nenasazoval nájemné nad cenu běžnou v daném místě. I přes to se Jiří Pospíšil rozhodl ukončit s ním pracovní vztah a následně došlo i k pozastavení jeho členství v ODS.
Za obchodníka s chudobou bývá označován také poslanec Lubomír Volný (SPD, JAP / JEDNOTNÍ).